# بيت وينكلمان
بيت وينكلمان (بالإنجليزية: Pete Winkelman)‏‏ (9 نوفمبر 1957 - ) شخصية أعمال من المملكة المتحدة.